# Hillopathes ramosa
Hillopathes ramosa är en korallart som först beskrevs av van Pesch 1910.  Hillopathes ramosa ingår i släktet Hillopathes och familjen Antipathidae. Inga underarter finns listade i Catalogue of Life.